# Четыре монеты
«Четыре монеты» — советский кукольный мультипликационный фильм режиссёра Григория Ломидзе, снятый в 1955 году на студии «Союзмультфильм». О торжестве справедливости над жадностью.

## Первоначальное название
Сценарий мультфильма 1954 года носил название «Плов аллаха» и был выдержан в духе антиисламской атеистической пропаганды.

## Сюжет
Дедушка Ахмед вместе с внуком-тёзкой, псом Гав-Гав и безымянным ишаком отправляется на базар, чтобы купить риса и кишмиша для плова. С собой у них всего четыре монеты, но три из них отбирают стражник (за пересечение моста), богач (за то, что осёл съел лист в его саду) и двое стражников (за вход на базар). На базаре дедушка с внуком продолжают терпеть унижения от купцов, но, наконец, их терпение переходит границы. Старик притворяется волшебником и грозит, что превратит одного из богачей в ишака. Тот пытается откупиться от «колдуна» большими деньгами, но старик говорит, что чужие деньги ему не нужны, и берёт лишь те четыре монеты, которые отняли у него по дороге на базар. Остальные монеты он бросает на землю, а богачи начинают драться за них. Отомстив богачам и купив на четыре монеты всё необходимое, герои возвращаются домой.

## Роли озвучивали
- Георгий Вицин, Юрий Хржановский[2]

## Интересные факты
- Впоследствии к теме Востока Ломидзе вернётся в мультфильме «Али-Баба и сорок разбойников» (1959).